# Anêm
L'anêm (ou anem) est une langue papoue parlée en Papouasie-Nouvelle-Guinée dans la province de Nouvelle-Bretagne occidentale.

## Classification
L'anêm est une langue isolée. Ross (2005) suggère la possibilité d'une origine commune avec le yele et l'ata au sein d'une famille qu'il nomme les langues yele-nouvelle-bretagne occidentale.

## Sources
- (en) Malcolm Ross, 2005, Pronouns as a preliminary diagnostic for grouping Papuan languages, dans Andrew Pawley, Robert Attenborough, Robin Hide, Jack Golson (éditeurs) Papuan pasts: cultural, linguistic and biological histories of Papuan-speaking peoples, Canberra, Pacific Linguistics. pp. 15–66.